# V (album Maroon 5)
V – piąty album studyjny amerykańskiego zespołu Maroon 5. Wydany został 2 września 2014 roku przez wytwórnię płytową Interscope Records. Album zadebiutował na pierwszym miejscu w notowaniu Billboard 200 ze sprzedażą 164 000 egzemplarzy.

## Lista utworów
| Edycja standardowa | Edycja standardowa                      | Edycja standardowa                                                                       | Edycja standardowa                                                    | Edycja standardowa |
| Nr                 | Tytuł utworu                            | Tekst                                                                                    | Muzyka                                                                | Długość            |
| ------------------ | --------------------------------------- | ---------------------------------------------------------------------------------------- | --------------------------------------------------------------------- | ------------------ |
| 1.                 | „Maps”                                  | Adam Levine, Ryan Tedder, Benjamin Levin, Ammar Malik, Noel Zancanella                   | Benny Blanco, Tedder, Zancanella, Noah Passovoy                       | 3:10               |
| 2.                 | „Animals”                               | Levine, Shellback, Levin                                                                 | Shellback                                                             | 3:51               |
| 3.                 | „It Was Always You”                     | Levine, Sam Martin, Jason Evigan, Marcus Lomax, Jordan Johnson, Stefan Johnson           | Evigan, The Monsters and Strangerz, S. Johnson, Martin, Isaiah Tejada | 4:00               |
| 4.                 | „Unkiss Me”                             | Levine, Johan Carlsson, Ross Golan                                                       | Carlsson, Passovoy                                                    | 3:58               |
| 5.                 | „Sugar”                                 | Levine, Joshua Coleman, Lukasz Gottwald, Jacob Kasher Hindlin, Mike Posner, Henry Walter | Ammo, Cirkut                                                          | 3:55               |
| 6.                 | „Leaving California”                    | Levine, Levin, Nate Ruess, Malik, Tor E. Hermansen, Mikkel S. Eriksen                    | Blanco, StarGate, Passovoy                                            | 3:23               |
| 7.                 | „In Your Pocket”                        | Levine, Shellback, T. Jimson, M. Flygare                                                 | Shellback, Astma & Rocwell                                            | 3:39               |
| 8.                 | „New Love”                              | Levine, Tedder, Zancanella                                                               | Tedder, Zancanella                                                    | 3:16               |
| 9.                 | „Coming Back for You”                   | Levine, Martin, Evigan, Lomax, J. Johnson, S. Johnson                                    | Evigan, The Monsters & Strangerz, S. Johnson, Martin, Tejada          | 3:47               |
| 10.                | „Feelings”                              | Levine, Shellback, Oscar Görres                                                          | Shellback, OzGo                                                       | 3:14               |
| 11.                | „My Heart Is Open (feat. Gwen Stefani)” | Levine, Levin, Sia Furler, Rodney Jerkins, Andre Lindal                                  | Blanco, Darkchild, Lindal, Levine                                     | 3:57               |
|                    |                                         |                                                                                          |                                                                       | 40:10              |

## Pozycje na listach przebojów
| Kraj              | Lista (2014-15)       | Najwyższa pozycja | Certyfikat |
| ----------------- | --------------------- | ----------------- | ---------- |
| Australia         | Top 50 Albums         | 4                 | złoto      |
| Austria           | Alben Top 75          | 10                | złoto      |
| Belgia (Flandria) | Ultratop 50           | 12                | –          |
| Belgia (Wallonia) | Ultratop 50           | 7                 | –          |
| Dania             | Top 40 Albums         | 3                 | złoto      |
| Finlandia         | Top 50 Albums         | 6                 | –          |
| Francja           | Top 200 Albums        | 6                 | –          |
| Hiszpania         | Top 100 Albums        | 4                 | –          |
| Holandia          | Album Top 100         | 11                | –          |
| Irlandia          | Top 100 Albums        | 7                 | –          |
| Kanada            | Canadian Albums Chart | 1                 | platyna    |
| Niemcy            | Top 100 Albums        | 6                 |            |
| Norwegia          | Top 40 Albums         | 4                 | –          |
| Nowa Zelandia     | Top 40 Albums         | 11                | –          |
| Polska            | OLiS                  | 43                | platyna    |
| Portugalia        | Top 30 Albums         | 12                | –          |
| Stany Zjednoczone | Billboard 200         | 1                 | złoto      |
| Szwajcaria        | Alben Top 100         | 2                 | –          |
| Szwecja           | Top 60 Albums         | 5                 | złoto      |
| Wielka Brytania   | Albums Top 100        | 4                 | złoto      |
| Włochy            | Top 100 Albums        | 2                 | –          |